# Lukas Billick
Lukas Billick (* 9. Februar 1988 in Erbach) ist ein deutscher Fußballspieler, der seit 2016 beim FC Schweinfurt 05 unter Vertrag steht.

## Karriere
Lukas Billick spielte in seiner Jugend für den SV Beerfelden und für Eintracht Wald-Michelbach. Mit 19 Jahren wechselte er zum SV Wehen Wiesbaden. Dort wurde er zunächst in der zweiten Mannschaft eingesetzt. Ab 2009 spielte er auch in der ersten Mannschaft und bestritt 25 Drittligaspiele. Im Januar 2011 ging er in die Regionalliga West zur Sportvereinigung 07 Elversberg. In der Saison 2012/13 gelang ihm mit den Elversbergern der Aufstieg in die 3. Liga. Ab der Saison 2014/15 lief Billick für die Würzburger Kickers in der Regionalliga Bayern auf. Am 31. Mai 2015 schaffte er als Teil der Mannschaft im Rückspiel der Relegation gegen den 1. FC Saarbrücken den Aufstieg in die 3. Liga. Nachdem er mit den Würzburgern den direkten Durchmarsch in die 2. Bundesliga geschafft hatte, schloss sich Billick kurzzeitig Eintracht Trier an. Im August 2016 wechselte er zum 1. FC Schweinfurt 05 in die Regionalliga Bayern. Dort spielt er mittlerweile seit über sechs Jahre und konnte in dieser Zeit zweimal den Bayerischen Toto-Pokal gewinnen. Im Sommer 2024 wird er seine Karriere beenden.

## Erfolge
Würzburger Kickers
- Aufstieg in die 3. Liga: 2015
- Aufstieg in die 2. Bundesliga: 2016

1. FC Schweinfurt 05
- Bayerischer Pokalsieger: 2017, 2018